# Столярный молоток
Столярный молоток — молоток, предназначенный для столярных работ.

## Устройство
Столярный молоток имеет круглый боёк с обточенной фаской, а его тыльная часть оснащена гвоздодёром. В отличие от плотницкого молотка столярный молоток не имеет прорези с магнитом.